# Russisches Flussregister
Das Russische Flussregister (russisch Российский Речной Регистр, dt. Rossijski Retschnoi Registr, abgekürzt: RRR, englisch: Russian River Register) mit Sitz in Moskau ist eine russische föderale selbständige Klassifikationsgesellschaft, von der über 23.000 Wasserfahrzeuge erfasst sind. Die Gesellschaft besteht aus der Hauptverwaltung und 14 Abteilungen auf allen wichtigsten Flusswegen und Binnengewässern.
Die Gesellschaft ging 1992 aus dem am 31. Dezember 1913 gegründeten vorherigen Russischen Register hervor, das mehrmals umbenannt wurde: Russki Registr (1913–1923), Rossijski Registr (1923–1924), Registr SSSR (1924–1939), Retschnoi Registr SSSR (1939–1953), Registr SSSR (1953–1957), Retschnoi Registr RSFSR (1957–1992) und von 1992 bis Gegenwart – Rossijski Retschnoi Registr.
Das RRR arbeitet mit 19 ausländischen Klassifikationsgesellschaften in der Sache der Sicherung der Sicherheit auf See und Binnengewässern zusammen.